# Life & Times
Life & Times è il ventesimo album in studio del cantautore statunitense Neal Morse, pubblicato il 16 febbraio 2018 dalla Metal Blade Records e dalla Radiant Records.

## Descrizione
Il disco risulta maggiormente influenzato da sonorità acustiche e vicine alla forma cantautorale rispetto alle precedenti pubblicazioni, di stampo marcatamente rock progressivo. Gran parte dei dodici brani che lo compongono è stato scritto nel 2017, durante lo svolgimento del tour The Road Called Home della Neal Morse Band, e i testi traggono ispirazione sia dall'esperienza in tour che dal tempo trascorso con la propria famiglia; i brani JoAnna e He Died at Home affrontano invece tematiche più delicate: il primo riguarda la fine della relazione del figlio dell'artista con una persona mentre il secondo è incentrato sul dolore di una madre che ha perso il proprio figlio in guerra.

## Promozione
Il 19 dicembre 2017 è stato reso disponibile il video della quinta traccia He Died at Home in anteprima sul sito di PopMatters, seguito da quello per il brano d'apertura Livin' Lightly il 15 gennaio 2018. Un terzo video, quello per JoAnna, è stato diffuso attraverso il canale YouTube di Morse in concomitanza con la pubblicazione dell'album.
Nel periodo successivo al disco Morse ha intrapreso un'estesa tournée che ha toccato l'America del Nord e l'Europa tra febbraio e giugno 2018. Dalla data a Utrecht è stato successivamente tratto l'album video Life and Times Live, distribuito nello stesso anno.

## Tracce
Testi e musiche di Neal Morse, eccetto dove indicato.
1. Livin' Lightly – 5:00
2. Good Love Is on the Way – 3:50
3. JoAnna – 4:33
4. Selfie in the Square – 3:53
5. He Died at Home – 4:55
6. She's Changed Her Mind – 3:59
7. Wave on the Ocean – 4:17
8. You + Me + Everything – 4:32
9. Manchester – 4:05 (Neal Morse, Geoff Bailie)
10. Lay Low – 3:58
11. Old Alabama – 4:45
12. If I Only Had a Day – 3:41

## Formazione
Musicisti
- Neal Morse – chitarra, tastiera, mandolino, percussioni, voce, cori, basso (traccia 2)
- Scott Williamson – batteria
- Richard Brinsfield – basso (eccetto traccia 2)
- Chris Carmichael – strumenti ad arco
- Scotty Sanders – pedal steel guitar, chitarra resofonica
- Julie Harrison – voce, cori
- Wil Morse – cori
- Gabe Klein – cori, programmazione
- Holly Smith – corno francese
- Dominique Caster – tromba
- Joey Pippin – urla (traccia 9)

Produzione
- Neal Morse – produzione
- Rich Mouser – missaggio (eccetto tracce 5, 7 e 11)
- Terry Christian – missaggio (tracce 5, 7 e 11)
- Philip Martin – ingegneria nelle sessioni tracker
- Nathan Martin – ingegneria nelle sessioni tracker

## Classifiche
| Classifica (2018) | Posizione massima |
| ----------------- | ----------------- |
| Paesi Bassi       | 151               |